# Cody Kessel
Cody Kessel (Colorado Springs, 3 de dezembro de 1991) é um jogador de voleibol norte-americano que atua na posição de ponteiro.

## Carreira

### Clube
Kessel atuou no voleibol universitário da Universidade de Princeton de 2011 a 2015. Em 2015 foi atuar profissionalmente pelo Volley Schönenwerd, no campeonato suíço. Na temporada seguinte, o ponteiro foi contratado pelo SVG Lüneburg, permanecendo no clube alemão até 2019.
Na temporada 2019–20, o norte-americano foi defender as cores do Berlin Recycling Volleys, ainda na primeira divisão alemã. Na temporada de estreia com o novo clube, conquistou o título da Copa da Alemanha de 2019–20 e da Supercopa Alemã de 2019. Na temporada seguinte, conquistou pela primeira vez o Campeonato Alemão e levantou mais uma taça da Supercopa Alemã.

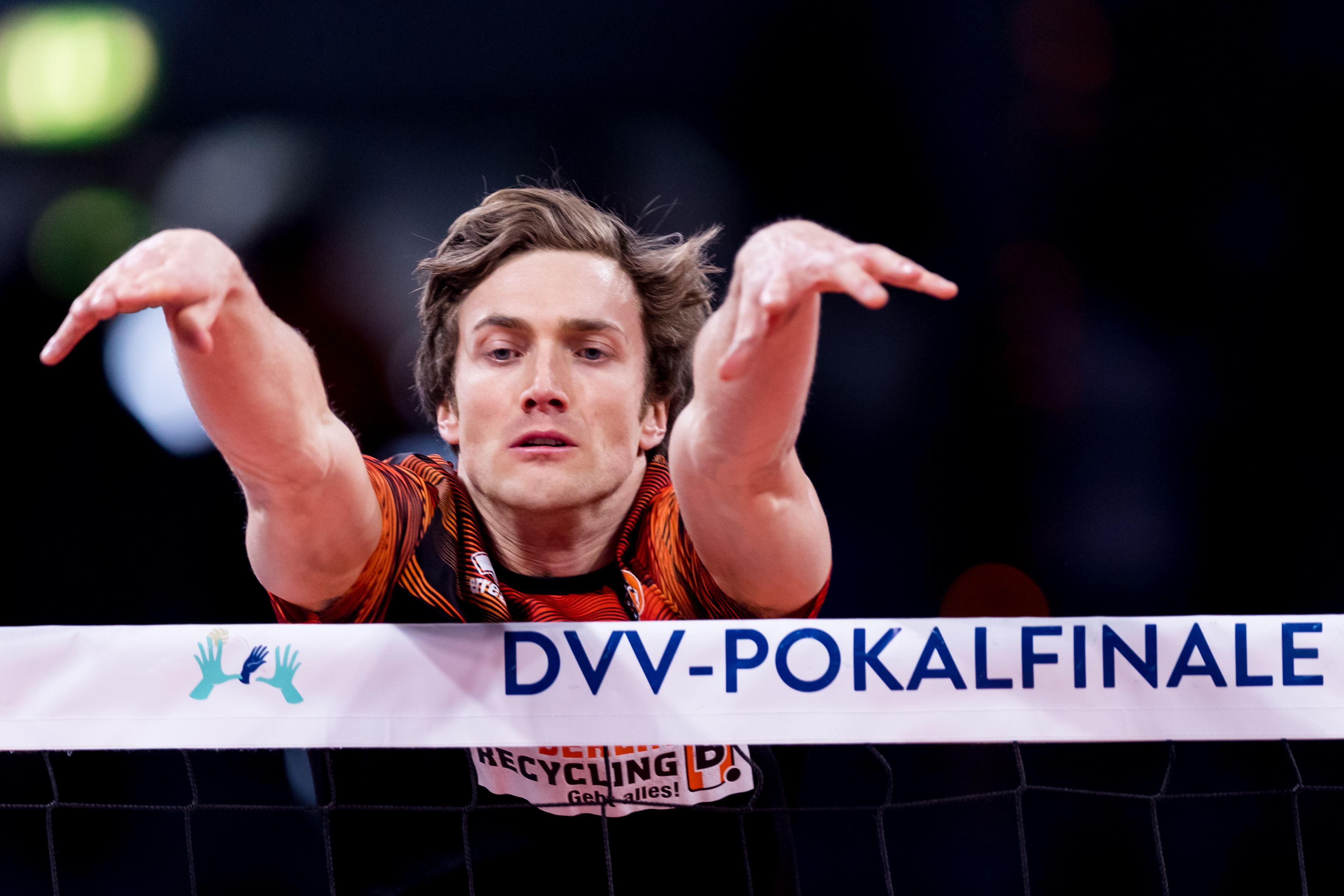
Cody se aquecendo antes da partida final da Copa da Alemanha de 2022–23.

### Seleção
Kessel defendeu a seleção adulta norte-americana na Copa Pan-Americana de 2019, onde terminou na 5ª colocação. No mesmo ano foi vice-campeão da Copa dos Campeões da NORCECA e do Campeonato NORCECA.
Em 2022, foi vice-campeão da Liga das Nações após ser derrotado pela seleção francesa.

## Títulos
Berlin Recycling Volleys
- Campeonato Alemão: 2020–21, 2021–22, 2022–23, 2023–24
- Copa da Alemanha: 2019–20, 2022–23, 2023–24
- Supercopa Alemã: 2019, 2020, 2021, 2022

## Clubes
| Anos      | Clube                    |
| --------- | ------------------------ |
| 2015–2016 | Volley Schönenwerd       |
| 2016–2019 | SVG Lüneburg             |
| 2019–     | Berlin Recycling Volleys |

## Prêmios individuais
- 2019: Copa dos Campeões da NORCECA – Melhor ponteiro